# کاتاژینا آنکودوویچ
کاتاژینا آنکودوویچ (لهستانی: Katarzyna Ankudowicz؛ زادهٔ ۳ ژوئن ۱۹۸۱) بازیگر اهل لهستان است.
از فیلم‌ها یا مجموعه‌های تلویزیونی که وی در آن‌ها نقش داشته است، می‌توان به حالا یا هرگز!، شمش‌سازان، دستورالعمل زندگی، اولا بی‌ریخته، یولیا به خانه برمی‌گردد، مادران، قانون حقیقی، پدر متیو، هتل ۵۲ و ع چون عشق اشاره نمود.